# IC 3272
IC 3272 ist eine Spiralgalaxie vom Hubble-Typ S im Sternbild Coma Berenices am Nordsternhimmel, die schätzungsweise 900 Millionen Lichtjahre von der Milchstraße entfernt ist.

Im selben Himmelsareal befinden sich u. a. die Galaxien IC 3286, IC 3312, IC 3314, IC 3326.
Das Objekt wurde am 23. März 1903 von Max Wolf entdeckt.